# Jüdische Friedhöfe in Bukarest
Es sind vier Jüdische Friedhöfe in der rumänischen Hauptstadt Bukarest dokumentiert:
- Der jüdische Friedhof Giurgiului
- Der jüdische Friedhof Filantropia
- Der sephardische Friedhof
- Der Friedhof in der Sevastopolstraße[1]

## Liste der Friedhöfe
| Bezeichnung                            | Bild           | Lage in Bukarest                                                   | Weitere Informationen |
| -------------------------------------- | -------------- | ------------------------------------------------------------------ | --- |
| Jüdischer Friedhof „Giurgiului“        | weitere Bilder | Sektor 4, (Str. Șinei) 44° 22′ 52″ N, 26° 5′ 12″ O                 | Datum der Gründung, Erstellung, Entstehung, Erbauung: 1929; Fläche: 14 ha; Anzahl der Gräber: ca. 40.000. Im Oktober 2008 wurden 131 Grabsteine auf dem jüdischen Friedhof Giurgiului beschädigt oder zerstört. |
| Jüdischer Friedhof „Filantropia“       | weitere Bilder | Sektor 1, (B-dul Ion Mihalache, 89–91) 44° 27′ 28″ N, 26° 4′ 22″ O | Aschkenasischer Friedhof, Eröffnungsdatum: 1865. |
| Sephardische Friedhof (Bukarest)       | weitere Bilder | Sektor 5 (Șoseaua Giurgiului) 44° 24′ 6″ N, 26° 5′ 47″ O           | siehe Cimitirul evreiesc Sefard din București |
| Ehemalige jüdische Friedhof (Bukarest) |                | Sektor 1, (Str. Sevastopol) 44° 27′ 0″ N, 26° 5′ 8″ O              | siehe: Ein Friedhof begraben unter Beton Der von Ion Antonescu zerstörte Friedhof Cimitirul evreiesc Sevastopol demolat de regimul Antonescu                                                                    |